# بن آچیمپونگ
بن آچیمپونگ (انگلیسی: Ben Acheampong; ۲ فوریهٔ ۱۹۳۹ – ۰ نوامبر ۲۰۱۹) بازیکن فوتبال اهل غنا بود.
از باشگاه‌هایی که در آن بازی کرده‌است می‌توان به اشاره کرد.
وی همچنین در تیم ملی فوتبال غنا بازی کرده‌است.